# Cigales (kommunhuvudort)
Cigales är en kommunhuvudort i Spanien.   Den ligger i provinsen Provincia de Valladolid och regionen Kastilien och Leon, i den centrala delen av landet, 170 km nordväst om huvudstaden Madrid. Cigales ligger 749 meter över havet och antalet invånare är 3 482.
Terrängen runt Cigales är huvudsakligen platt, men åt sydost är den kuperad. Runt Cigales är det ganska glesbefolkat, med 43 invånare per kvadratkilometer. Närmaste större samhälle är Valladolid, 11,6 km söder om Cigales. Trakten runt Cigales består till största delen av jordbruksmark.